# ولسوالی ناوه
ولسوالی ناوه یکی از ولسوالی‌های ولایت غزنی، به مرکزیت سورکلی در جنوب خاوری افغانستان است. ناوه ۱۹۱۳ کیلومترمربع مساحت و جمعیت آن در سال ۱۳۹۹ حدود ۳۳٬۶۱۳ نفر می‌باشد.

## جغرافیا
ولسوالی ناوه یکی از ولسوالی‌های درجه دوم ولایت غزنی به‌شمار می‌رود که در شمال آن ولسوالی گیلان، در شرق آن ولایت پکتیکا و در غرب آن ولایت زابل قرار دارد.
| ژ                                                   | ف        | م       | آ       | م        | ژ       | ژ       | آ        | س       | اُ       | ن       | د        |
| ۲۱ ۹ ۷−                                             | ۶۴ ۱۱ ۶− | ۲۸ ۲۲ ۲ | ۶۰ ۳۳ ۷ | ۱۰ ۴۲ ۱۳ | ۵ ۴۵ ۱۶ | ۱ ۴۵ ۱۸ | ۱۲ ۴۳ ۱۹ | ۹ ۴۱ ۱۵ | ۲۴ ۳۳ ۷ | ۱۶ ۲۲ ۰ | ۲۵ ۱۲ ۴− |
| میانگین بالاترین و پایین‌ترین دما به مقیاس سانتیگراد |          |         |         |          |         |         |          |         |         |         |          |
| بارندگی به مقیاس میلی‌متر                            |          |         |         |          |         |         |          |         |         |         |          |
| منبع: Climate-Data.org                              |          |         |         |          |         |         |          |         |         |         |          |

| مقیاس فارنهایت و اینچ                              | مقیاس فارنهایت و اینچ | مقیاس فارنهایت و اینچ | مقیاس فارنهایت و اینچ | مقیاس فارنهایت و اینچ | مقیاس فارنهایت و اینچ | مقیاس فارنهایت و اینچ | مقیاس فارنهایت و اینچ | مقیاس فارنهایت و اینچ | مقیاس فارنهایت و اینچ | مقیاس فارنهایت و اینچ | مقیاس فارنهایت و اینچ |
| -------------------------------------------------- | --------------------- | --------------------- | --------------------- | --------------------- | --------------------- | --------------------- | --------------------- | --------------------- | --------------------- | --------------------- | --------------------- |
| ژ                                                  | ف                     | م                     | آ                     | م                     | ژ                     | ژ                     | آ                     | س                     | اُ                     | ن                     | د                     |
| ۰٫۸ ۴۸۱۹                                           | ۲٫۵ ۵۲۲۱              | ۱٫۱ ۷۲۳۶              | ۲٫۴ ۹۱۴۵              | ۰٫۴ ۱۰۸۵۵             | ۰٫۲ ۱۱۳۶۱             | ۰ ۱۱۳۶۴               | ۰٫۵ ۱۰۹۶۶             | ۰٫۴ ۱۰۶۵۹             | ۰٫۹ ۹۱۴۵              | ۰٫۶ ۷۲۳۲              | ۱ ۵۴۲۵                |
| میانگین بالاترین و پایین‌ترین دما به مقیاس فارنهایت |                       |                       |                       |                       |                       |                       |                       |                       |                       |                       |                       |
| بارندگی به مقیاس اینچ                              |                       |                       |                       |                       |                       |                       |                       |                       |                       |                       |                       |

| ژ                                                   | ف        | م       | آ       | م        | ژ       | ژ       | آ        | س       | اُ       | ن       | د        |
| ۲۱ ۹ ۷−                                             | ۶۴ ۱۱ ۶− | ۲۸ ۲۲ ۲ | ۶۰ ۳۳ ۷ | ۱۰ ۴۲ ۱۳ | ۵ ۴۵ ۱۶ | ۱ ۴۵ ۱۸ | ۱۲ ۴۳ ۱۹ | ۹ ۴۱ ۱۵ | ۲۴ ۳۳ ۷ | ۱۶ ۲۲ ۰ | ۲۵ ۱۲ ۴− |
| میانگین بالاترین و پایین‌ترین دما به مقیاس سانتیگراد |          |         |         |          |         |         |          |         |         |         |          |
| بارندگی به مقیاس میلی‌متر                            |          |         |         |          |         |         |          |         |         |         |          |
| منبع: Climate-Data.org                              |          |         |         |          |         |         |          |         |         |         |          |

| مقیاس فارنهایت و اینچ                              | مقیاس فارنهایت و اینچ | مقیاس فارنهایت و اینچ | مقیاس فارنهایت و اینچ | مقیاس فارنهایت و اینچ | مقیاس فارنهایت و اینچ | مقیاس فارنهایت و اینچ | مقیاس فارنهایت و اینچ | مقیاس فارنهایت و اینچ | مقیاس فارنهایت و اینچ | مقیاس فارنهایت و اینچ | مقیاس فارنهایت و اینچ |
| -------------------------------------------------- | --------------------- | --------------------- | --------------------- | --------------------- | --------------------- | --------------------- | --------------------- | --------------------- | --------------------- | --------------------- | --------------------- |
| ژ                                                  | ف                     | م                     | آ                     | م                     | ژ                     | ژ                     | آ                     | س                     | اُ                     | ن                     | د                     |
| ۰٫۸ ۴۸۱۹                                           | ۲٫۵ ۵۲۲۱              | ۱٫۱ ۷۲۳۶              | ۲٫۴ ۹۱۴۵              | ۰٫۴ ۱۰۸۵۵             | ۰٫۲ ۱۱۳۶۱             | ۰ ۱۱۳۶۴               | ۰٫۵ ۱۰۹۶۶             | ۰٫۴ ۱۰۶۵۹             | ۰٫۹ ۹۱۴۵              | ۰٫۶ ۷۲۳۲              | ۱ ۵۴۲۵                |
| میانگین بالاترین و پایین‌ترین دما به مقیاس فارنهایت |                       |                       |                       |                       |                       |                       |                       |                       |                       |                       |                       |
| بارندگی به مقیاس اینچ                              |                       |                       |                       |                       |                       |                       |                       |                       |                       |                       |                       |